# Acanthochaetetidae
Acanthochaetetidae é uma família de esponjas marinhas da ordem Hadromerida.

## Gêneros
- Acanthochaetetes Fischer, 1970
- Willardia Willenz e Pomponi, 1996